# Дзержинське (Красноярський край)
Дзержинське (рос. Дзержинское) — село в Росії, у Красноярському краї, адміністративний центр Дзержинського району. Населення - 7374 осіб.

## Географія
Розташоване на річці Усолка (басейн Ангари), за 80 км на північ від міста Канськ, де розташована найближча залізнична станція. Лісостеп.

## Історія
Село було засноване в 1735 році, як заїмка козачого отамана Олексієм Самойловим. Спочатку так і називалося - Заїмка. Пізніше село було перейменовано в Різдва Христова, потім в Різдвяне. У 1931 році село було перейменовано на честь радянського діяча Фелікса Дзержинського.